# Uloborus rufus
Espèce
Uloborus rufus est une espèce d'araignées aranéomorphes de la famille des Uloboridae.

## Distribution
Cette espèce est endémique des îles du Cap-Vert.

## Publication originale
- Schmidt & Krause, 1995 : Weitere Spinnen von Cabo Verde. Entomologische Zeitschrift, Frankfurt am Main, vol. 105, no 18, p. 355-364.